# Pierre François Félix Joseph Giraud
Pour les articles homonymes, voir Giraud.
Pierre François Félix Joseph Giraud est un homme politique français né en 1745 à Montmarault (Allier) et mort le 26 février 1821 à Paris.

## Biographie
Administrateur du district de Montmarault, il est député de l'Allier à la Convention, il vote la mort de Louis XVI.

## Sources
- « Pierre François Félix Joseph Giraud », dans Adolphe Robert et Gaston Cougny, Dictionnaire des parlementaires français, Edgar Bourloton, 1889-1891 [détail de l’édition]